# Angelica tianmuensis
Angelica tianmuensis là một loài thực vật có hoa trong họ Hoa tán. Loài này được Z.H.Pan & T.D.Zhuang mô tả khoa học đầu tiên năm 1995.